# Strade provinciali della provincia di Brescia
Questo è un elenco delle strade provinciali presenti sul territorio della provincia di Brescia:

Cartello posto all'inizio delle strade gestite dalla Provincia

## SP I - SP XII
| Numero | Denominazione strada                           | Lung. (km) |
| ------ | ---------------------------------------------- | ---------- |
|        | Pisogne - Darfo Boario Terme                   | 47,200     |
|        | Brozzo - Nozza                                 | 44,425     |
|        | Tormini - Barghe                               | 29,350     |
|        | Tormini - Cunettone                            | 30,400     |
|        | Bagnolo Mella - Seniga                         | 36,000     |
|        | Bagnolo Mella - Seniga "Variante Leno"         | 2,230      |
|        | Bagnolo Mella - Seniga "Variante Seniga"       | 2,392      |
|        | Bagnolo Mella - Seniga "Variante Ovest Leno"   | 1,320      |
|        | Bagnolo Mella - Seniga "Variante Pavone Mella" | 1,620      |
|        | Leno - Fiesse                                  | 41,100     |
|        | Brescia - Quinzano (Quinzanese)                | 32,900     |
|        | Brescia - Quinzano "Variante Quinzano d'Oglio" | 3,480      |
|        | Brescia - Quinzano "Variante di Pontegatello"  | 1,036      |
|        | Iseo - Rovato                                  | 10,912     |
|        | Rovato - Capriolo                              | 10,100     |

## SP 1 - SP 116
- SP 1 Orzinuovi - Lonato

Nel corso degli anni Ottanta, la gestione passò all'Anas come SS 668 Lenese, per poi ritornare a quella provinciale con la denominazione di SP BS 668
- SP 2 Urago d'Oglio - Orzinuovi
- SP 3 Sarezzo-Lumezzane
- SP 4 Due Porte - Padenghe - SS 572
- SP 5 Malegno - Borno - Confine Bergamasco
- SP 6 Cedegolo - Cevo - Saviore dell'Adamello
- SP 7 Sant'Antonio - Passo di Crocedomini (ora SP BS 669)
- SP 8 Piancogno - Esine - Bienno
- SP 9  Gargnano - Valvestino - Magasa
- SP 10 Brescia - Brione - Polaveno
- SP 11 Orzinuovi - Borgo San Giacomo - Acquafredda
- SP 12 Iseo - Clusane - Paratico
- SP 13 SS 11 - San Martino della Battaglia - Pozzolengo
- SP 16 Rovato - Barbariga
- SP 17 Adro - Chiari - Cizzago
- SP 18 Travagliato - Urago d'Oglio
- SP 19 Concesio - Ospitaletto - Fenili Belasi
- SP 19 bis Raccordo SP19 - Casello A4 - Ospitaletto;
- SP 20 Maclodio - Trenzano - Rudiano
- SP 21 Travagliato - Bagnolo Mella
- SP 21 bis Deviante per Berlingo
- SP 22 Flero - Poncarale
- SP 23 Borgosatollo - Montirone
- SP 24 Chiaviche - Cadimarco
- SP 25 Cunettone - Esenta - Confine Castiglione
- SP 26 Gavardo - Manerba
- SP 27 Castrezzone - Prevalle
- SP 28 Mocasina - Bedizzole - Calcinato - Montichiari
- SP 29 Remedello - Montichiari
- SP 30 Caionvico - Botticino - Rezzato
- SP 31 Ca' d'Odolo - Bione
- SP 32 Marone - Zone
- SP 33 Bettolino - Dello - Manerbio
- SP 34 Bargnano - Longhena - Mairano
- SP 35 Castelmella - Roncadelle - SS 235
- SP 36 Orzinuovi - Villachiara
- SP 37 Isorella - Fascia d'oro
- SP 38 Tremosine - Tignale (Strada della Forra)
- SP 39 Cima Zette - Moniga
- SP 41 Nuvolento - Serle
- SP 45 Gussago - Castegnato
- SP 46 Rodengo Saiano - Ome
- SP 47 Camignone - Monticelli Brusati
- SP 47 bis Monticelli Brusati - Ome
- SP 47 ter Raccordo SP 45 - SS 510
- SP 48 Iseo - Polaveno
- SP 49 Nigoline Bonomelli - Bettole di Saiano
- SP 50 Tavernole - Nozza
- SP 51 SS 11 - Cazzago San Martino - Paderno Franciacorta
- SP 51 bis Cazzago San Martino - Rovato
- SP 52 Lavone - Pezzaze
- SP 53 Aiale - Irma
- SP 54 Bivio Auro - Mura
- SP 55 Vestone - Forno d'Ono
- SP 56 Vestone - Treviso Bresciano
- SP 57 Gavardo - Vallio - Colle Sant'Eusebio
- SP 58 Idro - Capovalle - Molino di Bollone
- SP 59 Barghe - Provaglio Val Sabbia
- SP 60 Chiari - Castrezzato
- SP 61 Chiari - Pontoglio
- SP 62 Rovato - Pompiano
- SP 63 Cigole - Manerbio
- SP 64 Borgo San Giacomo - Gambara
- SP 65 Bagnolo Mella - Ghedi
- SP 66 Castenedolo - Ghedi
- SP 67 Castenedolo - Treponti
- SP 68 Leno - Calvisano
- SP 69 Calvisano - Carpenedolo - Confine Castiglione
- SP 70 Erbusco - San Pancrazio
- SP 71 SP 49 - Provaglio d'Iseo - Iseo
- SP 72 Chiari - Roccafranca
- SP 73 Capriano del Colle - Fenili Belasi
- SP 74 Torbole Casaglia - Castelmella - SP IX
- SP 75 Bagnolo Mella - Quinzanello
- SP 76 Compartitori - Remedello - Confine Casalmoro
- SP 77 Borgosatollo - Castenedolo
- SP 78 Calvagese - Mocasina - Lonato
- SP 79 Sabbio Chiese - Lumezzane
- SP 80 di Vione
- SP 82 di Sonico
- SP 84 Berzo Demo - Cevo
- SP 85 di Sellero
- SP 86 di Ono San Pietro
- SP 87 di Cerveno
- SP 88 Ceto - Cimbergo - Paspardo
- SP 89 di Braone
- SP 90 di Losine
- SP 91 di Niardo
- SP 92 Malegno - Lozio
- SP 95 di Piancamuno
- SP 96 Capriolo - Castelli Calepio
- SP 99 Palazzolo - confine Bergamo verso Telgate
- SP 100 Pontoglio - confine Bergamo verso Martinengo
- SP 101 Pontoglio - confine Bergamo verso Cividate al Piano
- SP 102 Pralboino - confine Cremona verso Ostiano
- SP 103 Gambara - confine Cremona verso Ostiano
- SP 104 Carpenedolo - confine Mantova verso Gozzolina di Castiglione delle Stiviere
- SP 105 Carpenedolo - confine Mantova verso Castel Goffredo[1]
- SP 106 Pozzolengo - verso Ponti sul Mincio
- SP 109 Bienno - Prestine
- SP 110 Forno d'Ono - Livemmo
- SP 111 Idro - Treviso Bresciano
- SP 112 Piancogno - Cividate Camuno
- SP 113 Capovalle - Turano di Valvestino
- SP 114 ex SS 11 in Comune di Mazzano e Calcinato
- SP 115 Limone - Tremosine
- SP 116 Virle Treponti - Villanuova sul Clisi

Nel 2021, la strada provinciale 81 (Monno - Passo del Mortirolo) è passata alla gestione statale.

## SP BS (ex strade statali)
Questo è invece un elenco delle strade statali diventate provinciali ai sensi del decreto legislativo n. 112 del 1998 e della legge regionale n. 1 del 2000, presenti sul territorio della provincia di Brescia:
| Numero | Denominazione strada                                        | Lung. (km) |
| ------ | ----------------------------------------------------------- | ---------- |
|        | Tangenziale Sud di Brescia                                  | 12,720     |
|        | Gardesana Occidentale (tratto Pontevico - innesto SP BS 11) | 11,640     |
|        | di Orzinuovi                                                | 71,600     |
|        | Goitese                                                     | 35,800     |
|        | del Caffaro                                                 | 55,800     |
|        | delle Tre Valli                                             | 91,481     |
|        | Sebina Orientale                                            | 42,100     |
|        | del Benaco                                                  | 10,550     |
|        | di Salò                                                     | 17,900     |
|        | L'Ogliese                                                   | 17,890     |
|        | Lenese                                                      | 46,400     |
|        | del Passo di Crocedomini                                    | 30,620     |

Nel 2021, le seguenti strade sono ritornate a essere statali dopo una gestione ventennale da parte dell'amministrazione provinciale:
- SP BS 11 Padana Superiore:
  - dal confine con la provincia di Bergamo all'ingresso occidentale di Chiari;
  - dall'ingresso orientale di Chiari all'innesto con la Tangenziale Sud di Brescia;
  - dallo svincolo di quest'ultima con la Gardesana Occidentale, presso Rezzato, all'innesto con la strada provinciale 28 Mocasina - Montichiari;
  - dallo svincolo con l'ex statale 567 del Benaco, presso Desenzano del Garda, fino al confine con la provincia di Verona, compresa la variante di Sirmione;
- SP BS 294 della Valle di Scalve
- SP BS 300 del Passo di Gavia
- SP BS 343 Asolana
- SP BS 469 Sebina Occidentale